# Бранд, Юле
Юле Бранд (нем. Jule Brand; род. 16 октября 2002, Гермерсхайм, Рейнланд-Пфальц) — немецкая футболистка, атакующий полузащитник клуба «Вольфсбург» и национальной сборной Германии.

## Клубная карьера
Бранд играла в мужских командах «Дуденхофен» и «Ганерб», прежде чем перешла в молодёжную команду «Хоффенхайм». Там она играла в команде до 17 лет, а затем в команде до 20 во Второй Бундеслиге. После 37 игр в лиге она перешла в основную команду в 2020 году. В сезоне 2020/21 она с клубом заняла третье место в Бундеслиге. В Лиге чемпионов сезона 2021/2022 она помогла «Хоффенхайм» впервые выйти в групповой этап. Там они заняли третье место в своей группе. Бранд сыграла в девяти играх и забила три гола.
Летом 2022 года Бранд присоединилась к «Вольфсбургу». В мае 2023 года она выиграла национальный кубок.

## Карьера за сборную

### Юношеские
В 2015 и 2016 годах Бранд сыграла восемь игр за сборную Юго-Запада (до 14 лет) в национальном кубке, в 2017 и 2018 годах она играла за сборные Бадена (до 16 лет и до 18 лет), а также за сборную Юго-Запада (до 16 лет) и сборную Германии (до 16 лет) в национальном кубке. С немецкой сборной (до 16 лет) она также приняла участие в Северном кубке. С сборной (до 17 лет) она квалифицировалась на чемпионат Европы 2019 года. На турнире в Болгарии она играла на позиции правого защитника в матчах групповой стадии против Англии (4:0) и Нидерландов (2:3). В последней игре она получила красную карточку и пропустила последнюю игру в группе. В полуфинале против Португалии она затем играла на левом фланге. Победа со счетом 2:0 позволила им выйти в финал, где они снова встретились с Нидерландами, где она снова играла на левом фланге. Основное время завершилось со счётом 1:1, и матч перешёл в серию пенальти, но Бранд уже была заменена. Матч завершился победой Германии, которая выиграла этот турнир в 7-й раз. Затем последовало пять игр со сборной (до 19 лет) в марте 2020 года на турнире в Ла-Манге. Из-за пандемии COVID-19 отборочные матчи на чемпионат Европы и сам турнир были отменены, и Бранд не смогла сыграть ни в одной официальной игры за молодёжную сборную.

### Национальная

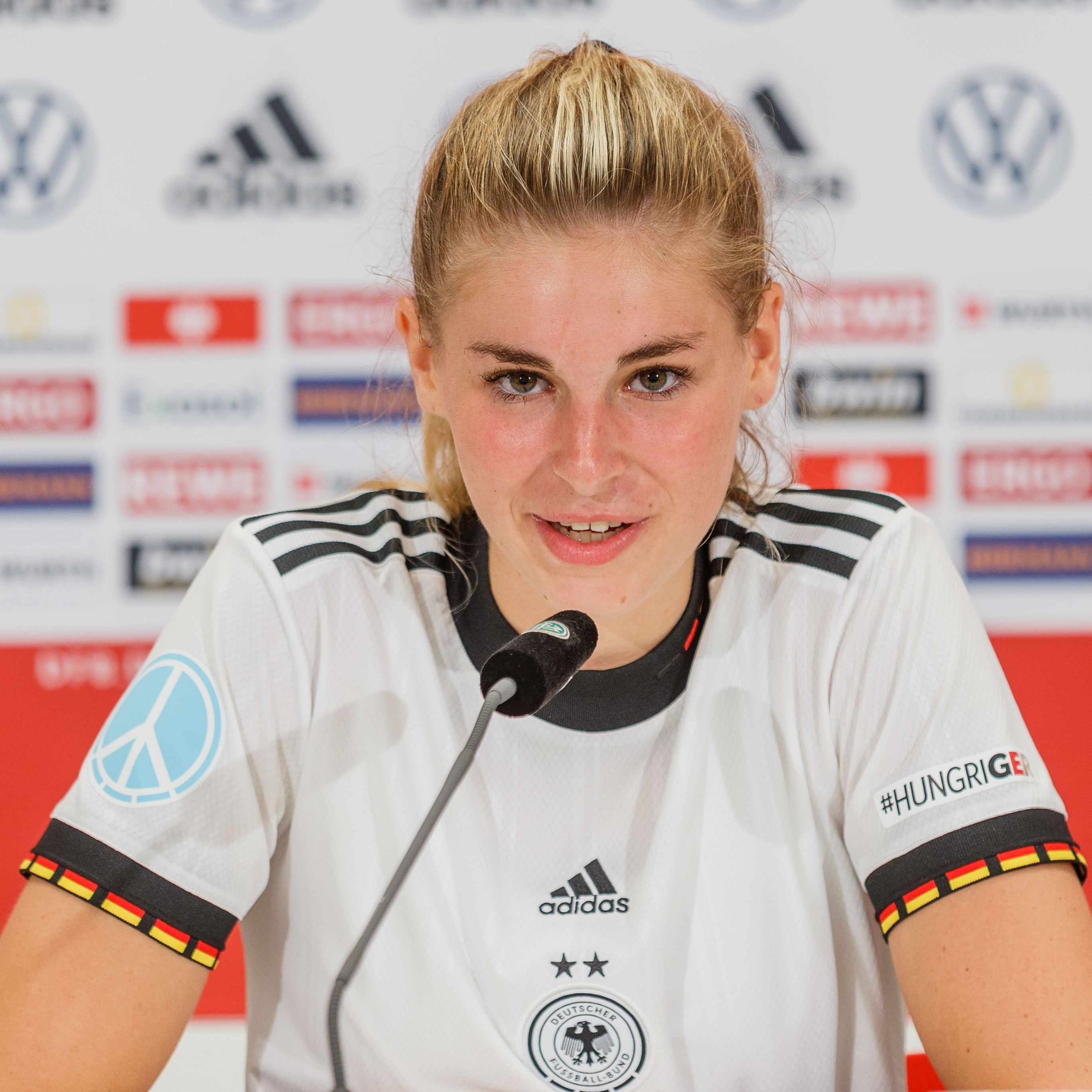
Бранд на послематчевой пресс-конференции в июне 2022 года

В апреле 2021 года, после того как Мелани Лойпольц и Клара Бюль были вынуждены пропустить игры против Австралии и Норвегии из-за мышечных проблем и незначительных травм, она была вызвана на две игры национальной сборной. 10 апреля против Австралии она вышла на замену на 60-й минуте, заменив Таби Васмут. Две минуты спустя она смогла победить Клэр Полкингхорн в беговой дуэли и забила свой первый гол, а на 65-й минуте отдала голевую передачу на Лауры Фрейганг. В квалификационных матчах на чемпионат мира 2023 года она сыграла во всех шести матчах и забила три гола в играх против Израиля и Турции.
Мартина Фосс-Текленбург включила Бранд в состав на чемпионат Европы 2022 года. Немки дошли до финала, где уступили англичанкам. Бранд сыграла во всех шести матчах.

## Статистика

### Клубная
На 20 декабря 2023 года
| Клуб          | Сезон      | Лига              | Лига  | Лига | Кубок | Кубок | Европа | Европа | Итог  | Итог |
| Клуб          | Сезон      | Дивизион          | Матчи | Голы | Матчи | Голы  | Матчи  | Голы   | Матчи | Голы |
| ------------- | ---------- | ----------------- | ----- | ---- | ----- | ----- | ------ | ------ | ----- | ---- |
| Хоффенхайм II | 2018/19    | Вторая Бундеслига | 21    | 1    | -     | -     | -      | -      | 21    | 1    |
| Хоффенхайм II | 2019/20    | Вторая Бундеслига | 16    | 2    | -     | -     | -      | -      | 16    | 2    |
| Хоффенхайм II | Итог       | Итог              | 37    | 3    | -     | -     | -      | -      | 37    | 3    |
| Хоффенхайм    | 2020/21    | Бундеслига        | 22    | 4    | 3     | 1     | -      | -      | 25    | 5    |
| Хоффенхайм    | 2021/22    | Бундеслига        | 22    | 4    | 2     | 1     | 9      | 3      | 33    | 8    |
| Хоффенхайм    | Итог       | Итог              | 44    | 8    | 5     | 2     | 9      | 3      | 58    | 13   |
| Вольфсбург    | 2022/23    | Бундеслига        | 21    | 3    | 4     | 2     | 10     | 1      | 35    | 6    |
| Вольфсбург    | 2023/24    | Бундеслига        | 10    | 0    | 2     | 2     | 2      | 0      | 14    | 2    |
| Вольфсбург    | Итог       | Итог              | 31    | 3    | 6     | 4     | 12     | 1      | 47    | 8    |
| Общий итог    | Общий итог | Общий итог        | 112   | 14   | 11    | 6     | 21     | 4      | 142   | 24   |

### Международные
| Сборная  | Год  | Матчи | Голы |
| -------- | ---- | ----- | ---- |
| Германия | 2021 | 10    | 4    |
| Германия | 2022 | 17    | 2    |
| Германия | 2023 | 12    | 1    |
| Германия | 2024 | 9     | 2    |
| Итог     | Итог | 48    | 9    |

### Голы за сборную
| № | Дата            | Место                                       | Соперник  | Счёт | Результат | Турнир                  |
| - | --------------- | ------------------------------------------- | --------- | ---- | --------- | ----------------------- |
| 1 | 10 апреля 2021  | Брита-Арена, Висбаден, Германия             | Австралия | 3-0  | 5-2       | Товарищеский матч       |
| 2 | 26 октября 2021 | Штадион ан дер Хафенштрасе, Эссен, Германия | Израиль   | 1-0  | 7-0       | Квалификация на ЧМ 2023 |
| 3 | 26 октября 2021 | Штадион ан дер Хафенштрасе, Эссен, Германия | Израиль   | 4-0  | 7-0       | Квалификация на ЧМ 2023 |
| 4 | 26 ноября 2021  | Айнтрахт. Брауншвейг, Германия              | Турция    | 4-0  | 8-0       | Квалификация на ЧМ 2023 |
| 5 | 24 июня 2022    | Штайгервальдштадион, Эрфурт, Германия       | Швейцария | 6-0  | 7-0       | Товарищеский матч       |
| 6 | 13 ноября 2022  | Ред Булл Арена, Гаррисон, США               | США       | 1-0  | 1-2       | Товарищеский матч       |
| 7 | 11 апреля 2023  | Макс-Морлок-Штадион, Нюрнберг, Германия     | Бразилия  | 1-2  | 1-2       | Товарищеский матч       |
| 8 | 16 июля 2024    | ХДИ-Арена, Ганновер, Германия               | Австрия   | 2-0  | 4-0       | Квалификация на ЧЕ 2025 |
| 9 | 25 июля 2024    | Оранж Велодром, Марсель, Франция            | Австралия | 3-0  | 3-0       | ОИ 2024                 |

## Достижения

### Клубные

#### «Вольфсбург»
- Обладательница Кубка Германии: 2022/23, 2023/24

### Международные
- Чемпионка Европы (до 17 лет): 2019
- Вице-чемпионка Европы: 2022[13]
- Бронзовая призёрка Лиги Наций[англ.]: 2023/24[англ.][14]

### Индивидуальные
- Лучшая молодая футболистка года: 2021[15][16]
- Золотая медаль Фрица Вальтера (лучший игрок до 19 лет): 2021[17]